# Delikipos
Delikipos (gr. Δελίκηπος) – wieś w Republice Cypryjskiej, w dystrykcie Larnaka. W 2011 roku liczyła 23 mieszkańców.